# اند توایس
اَند توایس (انگلیسی: &Twice، به صورت and Twice خوانده می‌شود) دومین آلبوم استودیویی ژاپنی (در کل سومین آلبوم) گروه دخترانهٔ کره‌ای توایس است که آلبوم در ۲۰ نوامبر ۲۰۱۹ توسط وارنر میوزیک ژاپن منتشر شد. این آلبوم شامل تک‌آهنگ‌های منتشرشدهٔ پیش از انتشار آلبوم به نام‌های «Happy Happy» و «Breakthrough» و همچنین قطعهٔ عنوانی «Fake & True» است. توایس برای تبلیغ این آلبوم تور کنسرتی در ژاپن برگزار کرد. نسخهٔ ری‌پکیج آلبوم که حاوی ترانهٔ جدیدی با عنوان «Swing» بود، در ۵ فوریه ۲۰۲۰ منتشر شد.

## جدول‌های موسیقی
| جدول (۲۰۱۹)                      | بالاترین جایگاه |
| -------------------------------- | --------------- |
| آلبوم‌های داغ ژاپنی (بیلبورد)     | ۱               |
| آلبوم‌های ژاپنی (اوریکون)         | ۱               |
| آلبوم‌های دیجیتال ژاپنی (اوریکون) | ۵               |

| جدول (۲۰۱۹)                  | جایگاه |
| ---------------------------- | ------ |
| آلبوم‌های داغ ژاپنی (بیلبورد) | ۴۷     |
| آلبوم‌های ژاپنی (اوریکون)     | ۲۳     |

## گواهی‌نامه‌ها
| منطقه                             | گواهی | واحد گواهی‌شده/فروش |
| --------------------------------- | ----- | ------------------ |
| ژاپن (آرآی‌ای‌جی)                   | طلا   | ۱۰۰٬۰۰۰^           |
| ^ رقم توزیع تنها بر پایهٔ گواهی‌ها. |       |                    |

## تاریخچه انتشار
| منطقه | تاریخ          | فرمت(ها)              | نسخه                       | ناشر              | منابع  |
| ----- | -------------- | --------------------- | -------------------------- | ----------------- | ------ |
| مختلف | ۲۰ نوامبر ۲۰۱۹ | دانلود دیجیتال استریم | نسخه نرمال                 | وارنر میوزیک ژاپن | [ ۱۰ ] |
| ژاپن  | ۲۰ نوامبر ۲۰۱۹ | سی‌دی                  | نسخه نرمال                 | وارنر میوزیک ژاپن | [ ۱۱ ] |
| ژاپن  | ۲۰ نوامبر ۲۰۱۹ | سی‌دی                  | Once Japan Limited Edition | وارنر میوزیک ژاپن | [ ۱۱ ] |
| ژاپن  | ۲۰ نوامبر ۲۰۱۹ | سی‌دی + دی‌وی‌دی         | نسخه محدود A               | وارنر میوزیک ژاپن | [ ۱۱ ] |
| ژاپن  | ۲۰ نوامبر ۲۰۱۹ | سی‌دی + دی‌وی‌دی         | نسخه محدود B               | وارنر میوزیک ژاپن | [ ۱۱ ] |
| مختلف | ۵ فوریه ۲۰۲۰   | دانلود دیجیتال استریم | نسخه نرمال (ری‌پکیج)        | وارنر میوزیک ژاپن | [ ۱۲ ] |
| ژاپن  | ۵ فوریه ۲۰۲۰   | سی‌دی                  | نسخه نرمال (ری‌پکیج)        | وارنر میوزیک ژاپن | [ ۳ ]  |
| ژاپن  | ۵ فوریه ۲۰۲۰   | سی‌دی + دی‌وی‌دی         | نسخه محدود (ری‌پکیج)        | وارنر میوزیک ژاپن | [ ۳ ]  |
| ژاپن  | ۶ دسامبر ۲۰۲۳  | وینیل                 | نسخه محدود                 | وارنر میوزیک ژاپن | [ ۱۳ ] |